# Parc national de Nkasa Rupara
Le parc national de Nkasa Rupara, également appelé Nkasa Lupala ou encore auparavant Mamili, est un parc national de la Namibie. Il est situé à la fois sur l'île de Nkasa et l'ile de Rupara sur la rivière Kwando/Linyanti au coin Est du Sud-Ouest de Caprivi, le long du Botswana à l'ouest, au sud et à l'est, et du village de Sangwali au Nord. C'est la plus grande aire humide de Namibie formellement protégée.
C'est l'une des aires protégées de Namibie qui est la plus bénéfique aux communautés locales entourant les parcs. Ce parc sans clôture forme un corridor transfrontière pour la migration des animaux sauvages entre l'Angola, le Botswana, la Namibie et la Zambie. Le parc de Nkasa Rupara est une partie de l'aire de conservation transfrontière du Kavango Zambezi (KaZa TFCA) auquel appartient notamment le parc national de Mudumu.

## Histoire
Le parc de Mamili fut officiellement déclaré parc national en même temps son voisin le parc de Mudumu ; le 1er mars 1990. En 2012, le gouvernement Namibien rebaptisa cette aire;  parc national de  Nkasa Rupara.
Le précédent nom Mamili, fait référence à une famille tribale traditionnelle de chefs Mafwe. Le nouveau nom, Nkasa Lupala, fait quant à lui référence à ces deux îles situées sur les rivières Kwando sur le territoire du parc.

## Géographie et accès
La rivière de Kwando coule le long de la frontière ouest de Nkasa Rupara et ensuite elle change sa course pour devenir la rivière  Linyanti, formant les limites Sud-est du parc. C'est la même rivière mais baptisée différemment selon les endroits du parc. La frontière Nord est contiguë aux aires de conservation communales de Balyewa, Wuparo et Dzoti. L'aire entière est plate. La plus grande partie du parc consiste en canaux de lits de roseaux, de lagons et d'iles.
Pour accéder au parc national de Nkasa Rupara il faut sortir de l'autoroute « B8 Trans-Caprivi highway », vers la route « D3511 » après le pont de Kongola. La seule piste d'entrée traverse un pont au-dessus d'un canal de la rivière Kwando/Linyanti, près du village de Sangwali dans l'aire de conservation de Wuparo. On atteint l'ile de Rupara Island via une piste poussiéreuse; et l'ile de Nkasa n'est pas joignable car elle est inondée.

## Climat
- Chute de pluie : de 600 mm  à 700 mm par an (variable)[9].
- Température: de 5 °C à 35 °C[8].

### Sites externes
- Mamili National Park
- Mamili Fact Sheet 1
- Mamili Fact Sheet 2
- Robert’s Bird Guide. Chittenden, H and Upfold, G: 2007 . John Voelcker Bird Book Fund, 456 pp[pas clair]
- « http://www.nacso.org.na/SOC_profiles/conservancyprofile.php?ConsNum=37 »(Archive.org • Wikiwix • Archive.is • Google • Que faire ?)
- « http://www.nacso.org.na/SOC_profiles/conservancysummary.php »(Archive.org • Wikiwix • Archive.is • Google • Que faire ?)
- Nkasa Lupala Tented Lodge[pertinence contestée]
- www.bushdrums.com